# 丁徳裕
丁 徳裕（てい とくゆう、生没年不詳）は、中国の北宋の軍人。本貫は洺州臨洺県。

## 経歴
彰武軍節度の丁審琦の子として生まれた。後周の広順元年（951年）、蔭官により供奉官に任じられた。宋が建国されると、通事舎人・西上閤門副使を歴任した。建隆3年（962年）、東上閤門使に転じた。乾徳元年（963年）、慕容延釗の下で荊南・湖南（周保権）を征討し、功績により引進使に任じられた。乾徳2年（964年）、潘美・尹崇珂とともに郴州を落とし、客省使に転じた。
乾徳5年（967年）、内客省使に転じた。ときに成都が平定されたばかりで、反乱が続発したため、徳裕は西川都巡検使に任じられて、張延通とともに軍を率いて反乱を討った。反乱軍の首領の康祚を捕らえて、市で磔刑に処した。1年あまりで反乱をすべて鎮圧した。徳裕と張延通との仲は険悪で、開宝2年（969年）に徳裕は張延通を告発し、張延通は棄市に処せられた。また徳裕は礼部郎中の李鉉が酒に酔って時政を批判したことを告発した。趙匡胤が御史に調べさせたところ、李鉉は徳裕が蜀にいたときの要求の多くを拒絶していたことが分かった。趙匡胤は李鉉の酒癖を譴責して左賛善大夫とするにとどめた。
ほどなく徳裕は知潞州として出向した。開宝7年（974年）、南唐を攻撃するにあたって、徳裕は常州行営兵馬都監として派遣され、呉越の軍を率いて戦った。太平興国3年（978年）、常州が平定されると、権知州事に任じられた。昇州東南路行営都監に転じ、潤州の5000人余の軍を城下で撃破した。潤州を陥落させると、常潤等州経略巡検使に転じた。徳裕は権勢をたのんで傲慢で、兵卒の労苦を思いやらず、収奪に明け暮れて越人を苦しめた。太平興国4年（979年）、銭弘俶の告発を受けて、房州刺史に左遷された。後に死去した。

## 伝記資料
- 『宋史』巻274 列伝第33